# Verbraunung
Die Verbraunung ist ein wesentlicher Prozess der Bodenbildung (Pedogenese), bei dem sich im Boden durch Verwitterung intensiv gefärbte Eisenverbindungen bilden, die die Bodenfarbe beeinflussen. 

## Beschreibung
Im Boden liegen zahlreiche eisenhaltige Primär-Minerale wie Olivin, Biotit, Amphibol oder Pyroxen vor. Infolge der chemischen Verwitterung wird das ehemals in den Mineralgerüsten eingebaute, farblose Eisen(II) freigesetzt. Anschließend oxidiert es im Beisein von Wasser und Sauerstoff zu unterschiedlichen und farbigen Eisen(III)verbindungen. Diese umhüllen die Mineralkörner als feines Häutchen und nehmen zusammen mit Humus (schwarz) einen wesentlichen Einfluss auf die Farbe des Bodens. 
Welche Verbindungen in welcher Menge entstehen, ist von den Klimaverhältnissen abhängig (Temperatur und Wasserverfügbarkeit). 
- Unter den kühleren Klimaten der gemäßigten Zone bilden sich eher bräunliche Eisenhydroxide wie Lepidokrokit (γ-Fe3+O(OH)) oder Goethit (α-Fe3+O(OH)). Aus diesem Grund haben fast alle Böden in Mitteleuropa bräunliche Farbtöne. Der verwitterte Unterbodenhorizont (B-Horizont) wird auch als Verbraunungshorizont bezeichnet und ist Kennzeichen des weit verbreiteten Bodentyps der Braunerde.
- Unter wärmeren subtropischen bis tropischen Bedingungen bildet sich vor allem rötliches Eisen(III)oxid (Hämatit/Fe2O3). Deshalb sind die Böden dieser Klimate oft intensiv rot oder orange (z. B. Ferralsol oder Terra rossa). Der Begriff Verbraunung trifft damit nicht im eigentlichen Sinne zu. Es handelt sich vielmehr um eine Verrotung (Rubefizierung).

Die Bildung der Beläge um die ursprünglichen Minerale verhindert die Eisenverlagerung aus dem Bodenhorizont. Die vorerst unterbundene Podsolierung erreicht erst nach Absinken der Kalkkonzentration (Entkalkung) und dem Einstellen von pH-Werten unter 7 (Versauerung) ein höheres Ausmaß.
Die Verbraunung ist untrennbar mit dem Prozess der Verlehmung verbunden. Hierbei bilden sich im Boden aus den freigesetzten Bestandteilen der verwitterten Primärminerale neue Sekundärminerale. Diese weisen aber eine geringere Korngröße auf, wodurch die Textur feiner hin zu Schluff und Ton wird.